# Roemenië op het Eurovisiesongfestival 2009
Roemenië nam deel aan het Eurovisiesongfestival 2009 in de Russische hoofdstad Moskou. Het was de 11de deelname van het land op het Eurovisiesongfestival. De nationale finale, Selecţia Naţională genoemd. De TVR was verantwoordelijk voor de Roemeense bijdrage voor de editie van 2009.

## Selectieprocedure
De nationale finale bestond uit 2 halve finales die plaatsvonden op 27 en 29 januari. In elke halve finale namen 12 artiesten deel, waarvan 6 doorgingen naar de finale.
De finalisten werden bepaald door 50% televoting en 50% jury.
In de finale namen uiteindelijk 12 artiesten deel, waar de winnaar opnieuw werd bepaald door een mix van televoting en jury.

### Halve finale 1
| Volgorde | Artiest         | Lied                        |
| -------- | --------------- | --------------------------- |
| 1        | ZERO            | "Sunny Days"                |
| 2        | Nico & Moni-k   | "Disco Maniacs"             |
| 3        | D.D             | "Everyday"                  |
| 4        | Romeo Zaharia   | "Someone Like You"          |
| 5        | Floriana Pachia | "Take The Chance"           |
| 6        | Alexa           | "A Girl Like Me"            |
| 7        | Popas Band      | "Striga"                    |
| 8        | Juan Xavier     | "Perdoname"                 |
| 9        | Tabassco        | "Purple"                    |
| 10       | Tina            | "Pleacă!"                   |
| 11       | Dalma Kovács    | "Love Was Never Her Friend" |
| 12       | Blaxy Girls     | "Dear Mama"                 |

### Halve finale 2
| Volgorde | Artiest        | Lied                   |
| -------- | -------------- | ---------------------- |
| 1        | Besa Kokëdhima | "Nothin' Gonna Change" |
| 2        | Red Blonde     | "Nu am cu cine"        |
| 3        | Adrian Molnár  | "Go On"                |
| 4        | Cătălin Josan  | "Stop"                 |
| 5        | SoundCheck     | "You Are My Love"      |
| 6        | Etnic          | "The Love Is Life"     |
| 7        | Irina Popa     | "I Feel Your Presence" |
| 8        | Alexa          | "One Last Night"       |
| 9        | Alin Nica      | "Don't Leave"          |
| 10       | IMBA           | "Round & Round"        |
| 11       | Costi          | "Can You Forgive"      |
| 12       | Elena Gheorghe | "The Balkan Girls"     |

### Finale
| Volgorde | Arties         | Lied                        | Jury | Televoting | Totaal | Plaats |
| -------- | -------------- | --------------------------- | ---- | ---------- | ------ | ------ |
| 1        | Popas Band     | "Strigă"                    | 4    | 1          | 5      | 8      |
| 2        | Costi          | "Can You Forgive"           | 3    | 0          | 3      | 10     |
| 3        | Blaxy Girls    | "Dear Mama"                 | 6    | 12         | 18     | 2      |
| 4        | Red Blonde     | "Nu am cu cine"             | 2    | 2          | 4      | 9      |
| 5        | ZERO           | "Sunny Days"                | 7    | 5          | 12     | 4      |
| 6        | Elena Gheorghe | "The Balkan Girls"          | 12   | 10         | 22     | 1      |
| 7        | Tabassco       | "Purple"                    | 8    | 4          | 12     | 4      |
| 8        | Cătălin        | "Stop"                      | 10   | 8          | 18     | 2      |
| 9        | Dalma Kovács   | "Love Was Never Her Friend" | 5    | 6          | 11     | 6      |
| 10       | Alin Nica      | "Don't Leave"               | 0    | 3          | 3      | 10     |
| 11       | Tina           | "Pleacă!"                   | 1    | 7          | 8      | 7      |
| 12       | IMBA           | "Round & Round"             | 0    | 0          | 0      | 12     |

## In Belgrado
In de eerste halve finale moest Roemenië aantreden als 14de, net na Macedonië en voor Finland. Bij het openen van de enveloppen bleek het land erbij te zitten. Men ontving 67 punten en eindigde daarmee op een 9de plaats.
België had 2 punten over voor deze inzending en Nederland zat in de andere halve finale.

In de finale moest men aantreden als 22ste net na Oekraïne en voor het Verenigd Koninkrijk . Op het einde van de avond bleken ze op een teleurstellende 19de plaats te zijn geëindigd met 40 punten.
Men ontving 1 keer het maximum van de punten.
België en Nederland hadden geen punten over voor deze inzending.

### Gekregen punten

#### Halve Finale
| 12 punten   | 10 punten           | 8 punten | 7 punten                                         | 6 punten                             |
| ----------- | ------------------- | -------- | ------------------------------------------------ | ------------------------------------ |
|             | - Portugal          | - Israël | - Noord-Macedonië - Turkije                      | - Bosnië en Herzegovina - Montenegro |
| 5 punten    | 4 punten            | 3 punten | 2 punten                                         | 1 punt                               |
| - Bulgarije | - Andorra - IJsland |          | - Armenië - België - Malta - Verenigd Koninkrijk | - Duitsland - Wit-Rusland            |

#### Finale
| 12 punten                   | 10 punten | 8 punten       | 7 punten                               | 6 punten |
| --------------------------- | --------- | -------------- | -------------------------------------- | -------- |
| - Moldavië                  |           |                | - Spanje                               |          |
| 5 punten                    | 4 punten  | 3 punten       | 2 punten                               | 1 punt   |
| - Noord-Macedonië - Turkije |           | - Azerbeidzjan | - Cyprus - Ierland - Portugal - Servië |          |

| Jury punten finale | Jury punten finale | Jury punten finale | Jury punten finale | Jury punten finale               |
| 12 punten          | 10 punten          | 8 punten           | 7 punten           | 6 punten                         |
| ------------------ | ------------------ | ------------------ | ------------------ | -------------------------------- |
| - Moldavië         |                    |                    | - Turkije          | - Azerbeidzjan - Noord-Macedonië |
| 5 punten           | 4 punten           | 3 punten           | 2 punten           | 1 punt                           |
|                    |                    |                    |                    |                                  |

| Televoting punten finale                       | Televoting punten finale | Televoting punten finale     | Televoting punten finale               | Televoting punten finale |
| 12 punten                                      | 10 punten                | 8 punten                     | 7 punten                               | 6 punten                 |
| ---------------------------------------------- | ------------------------ | ---------------------------- | -------------------------------------- | ------------------------ |
| - Moldavië - Spanje                            |                          |                              |                                        |                          |
| 5 punten                                       | 4 punten                 | 3 punten                     | 2 punten                               | 1 punt                   |
| - Cyprus - Noord-Macedonië - Portugal - Servië | - Ierland                | - Andorra - Israël - Turkije | - Bulgarije - Griekenland - Montenegro | - Bosnië en Herzegovina  |

### Punten gegeven door Roemenië

#### Halve finale 1
Punten gegeven in de halve finale:
| 12 punten | Turkije               |
| 10 punten | IJsland               |
| 8 punten  | Armenië               |
| 7 punten  | Portugal              |
| 6 punten  | Malta                 |
| 5 punten  | Bosnië en Herzegovina |
| 4 punten  | Zweden                |
| 3 punten  | Israël                |
| 2 punten  | Noord-Macedonië       |
| 1 punt    | Finland               |

#### Finale
Punten gegeven in de finale:
| 12 punten | Moldavië     |
| 10 punten | IJsland      |
| 8 punten  | Griekenland  |
| 7 punten  | Armenië      |
| 6 punten  | Turkije      |
| 5 punten  | Noorwegen    |
| 4 punten  | Azerbeidzjan |
| 3 punten  | Malta        |
| 2 punten  | Denemarken   |
| 1 punt    | Estland      |

| 12 punten | IJsland             |
| 10 punten | Moldavië            |
| 8 punten  | Malta               |
| 7 punten  | Armenië             |
| 6 punten  | Griekenland         |
| 5 punten  | Denemarken          |
| 4 punten  | Noorwegen           |
| 3 punten  | Verenigd Koninkrijk |
| 2 punten  | Israël              |
| 1 punt    | Azerbeidzjan        |

| 12 punten | Moldavië     |
| 10 punten | Turkije      |
| 8 punten  | Azerbeidzjan |
| 7 punten  | Griekenland  |
| 6 punten  | Noorwegen    |
| 5 punten  | IJsland      |
| 4 punten  | Armenië      |
| 3 punten  | Estland      |
| 2 punten  | Frankrijk    |
| 1 punt    | Duitsland    |

1994 · 1995-1997 · 1998 · 1999 · 2000 · 2001 · 2002 · 2003 · 2004 · 2005 · 2006 · 2007 · 2008 · 2009 · 2010 · 2011 · 2012 · 2013 · 2014 · 2015 · 2016 · 2017 · 2018 · 2019 · 2020 · 2021 · 2022 · 2023 · 2024-2025